# Ступин, Сергей Николаевич
Серге́й Никола́евич Ступин (25 июня 1856 — после 1924) — курский предприниматель, член III Государственной думы от Курской губернии.

## Биография

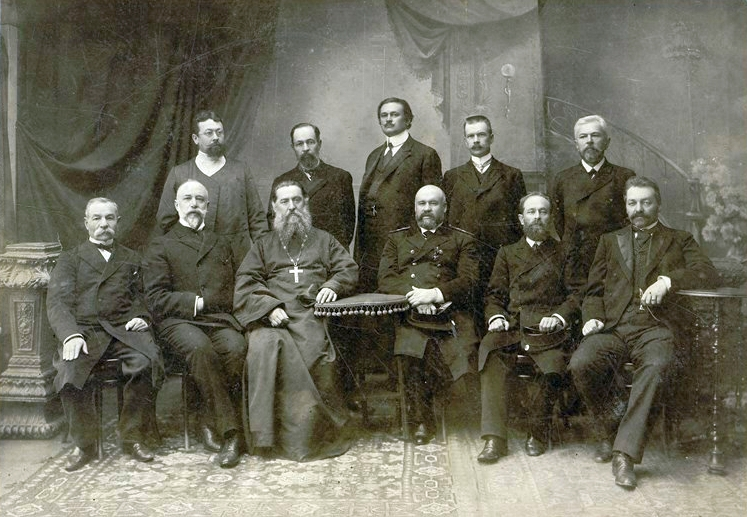
Депутаты Государственной думы Российской империи III созыва от Курской губернии. Стоят: Белогуров Н.А., Кривцов Я.В., Марков Н.Е., Шетохин Н.И., Ступин С.Н.; сидят: Сушков М.А., Барятинский И.В., Рождественский В.Ф., Доррер В.Ф., Шечков Г.А., Лукин В.В.

Православный. Из потомственных дворян.
По окончании Курской гимназии посвятил себя предпринимательству и общественной деятельности. Владел двумя торгово-промышленными предприятиями. Был членом правления Курского общества взаимного кредита, а в 1893 году был избран председателем правления. Избирался гласным Курского уездного и губернского земских собраний, гласным городской думы, а также почетным мировым судьей. Был членом Курской уездной земской управы. Кроме того, состоял секретарем Курского отдела Московского общества сельского хозяйства.
В 1907 году был избран в члены III Государственной думы от 1-го съезда городских избирателей Курской губернии. Входил в Национальную группу (1-я сессия), во фракцию умеренно-правых (2-я сессия), а с 3-й сессии — в русскую национальную фракцию. Состоял членом комиссий: финансовой, распорядительной, по городским делам, о путях сообщения и бюджетной.
18 июня 1908 года участвовал в учредительном собрании Всероссийского национального союза, был избран членом ревизионной комиссии.
В 1908 году на учредительном собрании Всероссийского центрального банка обществ взаимного кредита был избран председателем правления этого банка. Затем оставил должность председателя, однако по-прежнему входил в правление банка.
```
 На 1910-1917 годы проживал вместе с женой  в Петербурге по адресу : Невский проспект,д.59.
 В адресных книгах по Петербургу на этот период можно найти краткие сведения о нем.На 1910 год он указан,как коллежский советник,на 1913,как статский советник,чиновник особых поручений Министерства финансов.Председатель правления центрального банковского 
```

общества взятия кредитов.Потомственный личный дворянин.На 1917 год числился  в Министерстве финансов как чиновник особых поручений (Дворцовая площадь,8)
```
 Был женат на Анне Михайловне,личной дворянке.На 1924 год он и его жена числятся по адресу: г.Москва,ул.Большая Садовая,дом 10,кв.11.Он-помощник инспектора Госбанка.Состоит членом жилищного товарищества,но не имеет права им быть,т.к.он - "бывший буржуй".Жена находится у него на иждивении.
  Судьба после 1924 года неизвестна.
```